# Дубровное (Кызылжарский район)
Дубровное (каз. Дубровное) — село в Кызылжарском районе Северо-Казахстанской области Казахстана. Входит в состав Налобинского сельского округа. Код КАТО — 595053200.
В 3 км к северо-востоку от села находится озеро Акуш, в 4 км к юго-востоку — озеро Сергино, в 7 км к юго-востоку — озеро Каменное.

## Население
В 1999 году население села составляло 376 человек (178 мужчин и 198 женщин). По данным переписи 2009 года, в селе проживало 247 человек (124 мужчины и 123 женщины).